# Micrargus longitarsus
Micrargus longitarsus là một loài nhện trong họ Linyphiidae.
Loài này thuộc chi Micrargus. Micrargus longitarsus được James Henry Emerton miêu tả năm 1882.